# Prekopa (żupania sisacko-moslawińska)
Prekopa – wieś w Chorwacji, w żupanii sisacko-moslawińskiej, w mieście Glina. W 2011 roku liczyła 143 mieszkańców.